# Episinus nebulosus
Episinus nebulosus là một loài nhện trong họ Theridiidae.
Loài này thuộc chi Episinus. Episinus nebulosus được Eugène Simon miêu tả năm 1895.